# Jonas Johansson (ishockeyspelare född 1984)
Jonas Johansson, född 18 mars 1984 i Jönköping, är en svensk professionell ishockeyspelare.

## Spelarkarriär
Johansson startade sin hockeykarriär 1999 i HV71 där han spelade med juniorlaget i tre säsonger innan han flyttade över till USA. Totalt spelade han 26 matcher och gjorde 34 poäng (15 mål och 19 målgivande passningar) för HV71:s juniorlag. Under Elitseriesäsongen 2001/2002 spelade han för HV71:s A-lag i fem matcher och två slutspelsmatcher.
Johansson draftades i första rundan, 28:e totalt, av Colorado Avalanche i NHL-draften 2002. 23 oktober 2003 byttes han tillsammans med Bates Battaglia till Washington Capitals för Steve Konowalchuk och Washingtons tredje val i NHL-draften 2004. Under säsongen 2005/2006 registrerades Johansson för tre poäng i en match. Han spelade då för Hershey Bears som mötte Bridgeport Sound Tigers i AHL.
Efter två säsonger med Hershey Bears i AHL lånades Johansson till Grand Rapids Griffins under 2007. I maj samma år skrev han ett tvåårskontrakt med sin moderklubb HV71 i Sverige och Elitserien. 
Han har spelat tre säsonger i italienska Serie A, varav två för SG Cortina, 2010/2011 och 2011/2012 samt säsongen 2012/2013 för HC Alleghe. Säsongen därefter spelade han i norska Frisk Asker. Inför säsongen 2014/2015 skrev han på för tyska EHC Lausitzer Füchse för att sedan skriva på för norska Stavanger Oilers en säsong senare.

## Meriter
- Colorado Avalanches första val, 28:e totalt, i NHL-draften 2002
- Calder Cup-vinnare med Hershey Bears 2006
- SM-guld 2008 med HV71
- SM-silver 2009 med HV71
- Vinnare i Italienska Cupen (Coppa Italia) 2011/2012 med SGC Cortina